# Музей Берлін-Карлсхорст

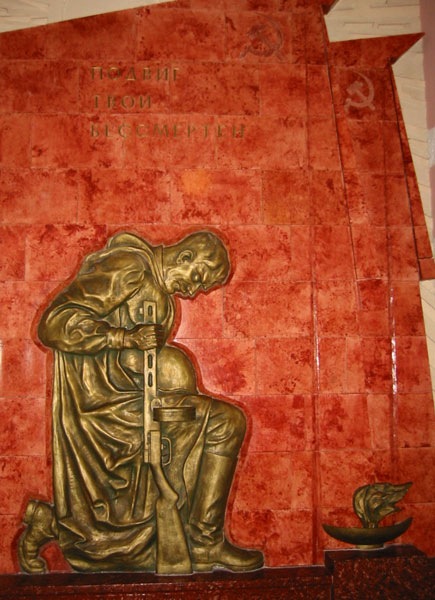
Барельєф у музеї.

Музей Берлін-Карлсхорст (нім. Museum Berlin-Karlshorst) — музей історії Другої світової війни, розташований в районі Берліна Карлсхорст.

## Акт про капітуляцію Німеччини
Музей знаходиться в будівлі офіцерського клубу, де в ніч з 8 на 9 травня 1945 року генерал-фельдмаршал Кейтель, генерал-адмірал фон Фрідебург і генерал-полковник Штумпф підписали Акт про безумовну капітуляцію німецьких збройних сил, який означав кінець Німецько-радянської війни і Другої світової війни в Європі. Від імені радянського командування капітуляцію прийняв маршал Жуков, а від командування союзників — маршал британських ВПС Теддер. Як свідки Акт про капітуляцію Німеччини підписали американський генерал Спаатс і французький генерал де Латтр де Тассіньї.

## Історія музею
До закінчення Другої світової війни в будівлі сучасного музею знаходилось фортифікаційне училище саперів вермахту. В кінці квітня 1945 року, під час боїв за Берлін в цій будівлі знаходився штаб 5-й ударної армії під командуванням генерал-полковника Берзаріна (згодом першого коменданта Берліна). З червня 1945 по жовтень 1949 року тут находилась резиденція Голови Радянської військової адміністрації в Німеччині, потім, до 1954 р. — резиденція Радянської контрольної комісії, після неї — Радянська військова комендатура. З листопада 1967 р.  в будівлі розташовувався «Музей повної та безумовної капітуляції фашистської Німеччини у Великій вітчизняній війні 1941—1945 років».
Після виведення радянських військ з території Німеччини музей зачинили, більшість його експонатів більше ніде не виставлялись. У 1994 році, за домовленістю між німецьким та російським урядами роботу музею було відновлено до 50-річчя закінчення Другої світової війни в Європі.

## Експозиція
Основну експозицію музею повністю оновили. Експонати музею розказують про війну на Східному фронті з 1941 по 1945 рр., а також про історію радянсько-німецьких відносин до Другої світової війни. В документах висвітлюються післявоєнні відносини Радянського Союзу з НДР і ФРН. Частину експонатів та деталей інтер'єру старого музею не чіпали, лише додали до них нові підписи.